# Џигурово
Џигурово (буг. Джигурово) је насељено место у општини Сандански у области Благоевград, Бугарска. Према попису из 2021. године било је 560 становника.
Према бугарском географу и историчару, Василу Канчову, у Џигурову је 1900. године живело 300 Турака, 145 Словена хришћана и 120 Аромуна. Село су основали Словени предвођени чорбаџи Ђуром, по коме је село названо Хаџиђурово. Из имена Хаџиђурово је изведен тренутни назив Џигурово. После Првог светског рата насељене у словенске избеглице из грчке Македоније (околина Сера и Валовишта).
На попису из 2011 у Џигурову је било 715 становника.
| Национални састав према попису из 2011.‍ | Национални састав према попису из 2011.‍ | Национални састав према попису из 2011.‍ | Национални састав према попису из 2011.‍ | Национални састав према попису из 2011.‍ |
| --------------------------------------- | --------------------------------------- | --------------------------------------- | --------------------------------------- | --------------------------------------- |
|                                         |                                         |                                         |                                         |                                         |
| Бугари                                  | Бугари                                  |                                         | 296                                     | 41,4%                                   |
| Турци                                   | Турци                                   |                                         | 42                                      | 5,9%                                    |
| непознато                               | непознато                               |                                         | 376                                     | 52,6%                                   |